# Horní Suchá (Liberec)
Horní Suchá – jedna z części miasta ustawowego Liberec. Znajduje się w zachodniej części Liberca. Zarejestrowanych jest tutaj 112 adresów i na stałe mieszka mniej niż 500 osób.